# Elephantomyia supernumeraria
Elephantomyia supernumeraria är en tvåvingeart som beskrevs av Alexander 1921. Elephantomyia supernumeraria ingår i släktet Elephantomyia och familjen småharkrankar. Inga underarter finns listade i Catalogue of Life.